# Поллотарианство
Поллотариа́нство (англ. pollotarianism, образовано слиянием двух слов: исп. pollo — курица, и англ. vegetarian — овощеедение) — питание, исключающее мясо млекопитающих животных. Запрещенные продукты — говядина, свинина, баранина, дичь (бизон, лось и оленина), рыба и моллюски.
В идеале рацион поллотариа́нца состоит из продуктов на растительной основе и мяса птицы.

## Общие сведения
Поллотариа́нство также считается разновидностью полу-вегетарианства, при которой разрешено мясо птицы (курица, индейка и утка), но не красное мясо и свинина. Люди, питающиеся подобным образом, называются поллотарианцами.
В дополнение к разрешению домашней птицы в рационе особое внимание уделяется продуктам на растительной основе, таким как цельнозерновые, фрукты, овощи, орехи, и полезные жиры.

## Этическое обоснование
Поллотарианцы выбирают этот режим питания по разным причинам. Для одних поллотарианство — это первый шаг к вегетарианству. Ведь сразу быстро адаптироваться к полному отказу от животного мяса нелегко. Чтобы организм приспособился, люди постепенно исключают животные продукты из рациона.
Некоторые же отказываются от красного мяса по причине выработки адреналина в крови млекопитающих на момент убийства. То есть, в последние секунды жизни животные осознают свою смерть. Что касается птиц, в их крови не обнаруживается адреналин после смерти.

## Медицинское обоснование
Учитывая ограниченное количество исследований, посвященных диете поллотарианцев, ее потенциальная польза для здоровья в значительной степени основана на сокращении и устранении красного и обработанного мяса.
Некоторые исследования связывают высокое потребление красного мяса, особенно обработанного красного мяса, с повышенным риском сердечных заболеваний. В исследовании, проведенном с участием 84 136 женщин, замена 1 порции необработанного красного мяса в день домашней птицей была связана со снижением риска сердечных заболеваний на 19 %.
Высокое потребление красного мяса, особенно обработанного красного мяса, было связано с повышенным риском некоторых видов рака, включая рак прямой кишки. Однако выводы, сделанные в исследованиях, на основе которых было сделано это заявление, в дальнейшем не были подтверждены другими исследованиями.
Наблюдательное исследование с участием 492 186 взрослых показало, что на каждые 1000 съеденных калорий увеличение потребления птицы на 10 грамм в сочетании с равным сокращением потребления красного мяса было связано со значительным снижением риска нескольких типов рака на 3-20 %.
В исследовании, проведенном с участием 53 163 здоровых взрослых, было обнаружено, что замена обработанного красного мяса птицей, рыбой и необработанным красным мясом значительно снижает риск диабета 2 типа в течение 15-летнего периода наблюдения.